# Yenikonacık
Yenikonacık ist ein Ortsteil (Mahalle) im Landkreis Pozantı der türkischen Provinz Adana mit 384 Einwohnern (Stand: Ende 2024). Im Jahr 2011 hatte Yenikonacık 79 Einwohner.